# Petrovice (ort i Tjeckien, Hradec Králové)
Petrovice är en ort i Tjeckien.   Den ligger i regionen Hradec Králové, i den centrala delen av landet, 90 km öster om huvudstaden Prag. Petrovice ligger 260 meter över havet och antalet invånare är 249.
Terrängen runt Petrovice är platt. Runt Petrovice är det ganska tätbefolkat, med 60 invånare per kvadratkilometer. Närmaste större samhälle är Hradec Králové, 18,9 km sydost om Petrovice. Trakten runt Petrovice består till största delen av jordbruksmark.